# Kenji Ito
Kenji Ito (født 29. juni 1976) er en tidligere japansk fodboldspiller.
Han har spillet for flere forskellige klubber i sin karriere, herunder Nagoya Grampus Eight.